# Pieter Zeeman
Pour les articles homonymes, voir Zeeman.
Pieter Zeeman, né le 25 mai 1865 à Zonnemaire et mort le 9 octobre 1943 à Amsterdam, est un physicien néerlandais. Il est colauréat avec Hendrik Lorentz du prix Nobel de physique de 1902 pour sa découverte de l'effet qui porte son nom. Ses travaux portent entre autres sur l'émission de lumière par les atomes excités et sur la propagation des signaux lumineux dans les milieux en mouvement.

## Biographie

### Jeunesse
Pieter Zeeman est né à Zonnemaire, sur l'île de Schouwen-Duiveland, en Zélande, aux Pays-Bas. Il est fils de Catharinus Forandinus Zeeman (1828-1906), pasteur de l'Église réformée néerlandaise, et de Wilhelmina Worst (1828-1907).
Il fait ses études à Delft, où il rencontre Heike Kamerlingh Onnes, puis à partir de 1885, à l'université de Leyde où il a pour professeur Kamerlingh Onnes et Hendrik Lorentz. En 1890, avant même d'avoir terminé sa thèse, il devient l'assistant de Lorentz. En 1893, il soumet sa thèse de doctorat sur l'effet Kerr. Après avoir obtenu son doctorat, il part pendant six mois à l'institut de Friedrich Kohlrausch à l'université de Strasbourg. En 1895, Zeeman devient privatdozent en mathématiques et physique à Leyde. La même année, il épouse Johanna Elisabeth Lebret (1873-1962) ; avec laquelle il aura trois filles et un fils.

### Effet Zeeman
À l'automne 1896, Zeeman découvre nouveau phénomène qu'on appellera bientôt effet Zeeman : les raies spectrales du doublet du sodium semblent s'élargir sous l'influence d'un champ magnétique. L'inspiration de cette expérience lui vient de l'essai raté de Michael Faraday (raconté par James Clerk Maxwell) à réaliser la même expérience. Zeeman décide alors d'essayer à nouveau avec des équipements plus modernes et réussit. Lorenz, après avoir pris connaissance des résultats de Zeeman, développe une théorie qui prédit que l'élargissement est en fait dû à la séparation de la raie spectrale en plusieurs composantes ayant des polarisations spécifiques. La théorie de Lorentz, basée sur l’hypothèse de l'existence de particules vibrantes chargées à l’intérieur des atomes, est le premier indice prouvant l'existence d'une nouvelle particule chargée, connue plus tard sous le nom d’électron. Zeeman doit partir de Leyde car il accepte une offre de travail à l'université d'Amsterdam (il y sera officiellement professeur en 1900), mais il peut confirmer expérimentalement les conclusions de Lorentz,.
Zeeman partage, en 1902, le prix Nobel de physique avec Hendrik Lorentz « en reconnaissance des extraordinaires services qu'ils ont rendus par leurs recherches sur l'influence du magnétisme sur les phénomènes radiatifs ».

### Suite de la carrière
Zeeman reste à Amsterdam jusqu'à sa retraite en 1935. 
Après avoir travaillé sur des sujets connexes à l'effet Zeeman, comme la double réfraction magnétique et la rotation du plan de polarisation dans un champ magnétique, il applique ses talents à la relativité expérimentale : il répète d'abord l'expérience de Fizeau avec une précision sans précédent, confirmant la prédiction de la relativité restreinte pour la vitesse de la lumière dans les milieux en mouvement (en particulier l'apparition d'un terme de dispersion dans l'expression de la vitesse de la lumière). Quelques années plus tard, il étudie l'égalité des masses gravitationnelles et inertielles pour les matériaux anisotropes et radioactifs, à l'aide d'une balance de torsion très sensible. Vers la fin de sa carrière, il tente d'observer l'effet Doppler transverse et s'implique dans la physique nucléaire grâce à ses recherches sur la structure hyperfine des raies spectrales.
Il meurt le 9 octobre 1943 à Amsterdam.
Pieter Zeeman est devenu membre étranger de la Royal Society le 5 mai 1921. Il est lauréat de la médaille Rumford en 1922 et de la médaille Franklin en 1925.